# إيفانا بريوفيتش
إيفانا بريوفيتش مواليد 4 فبراير 1992 في شاباتس، صربيا، هي لاعبة كرة يد صربية تلعب كوسط مدافع. مثلت منتخب صربيا لكرة اليد للسيدات.

## سجل المنافسة
شاركت في البطولات التالية:
- بطولة العالم لكرة اليد للسيدات 2015

## روابط خارجية
- إيفانا بريوفيتش على موقع الاتحاد الأوروبي لكرة اليد (الإنجليزية)